# Казначейский билет со сложными процентами

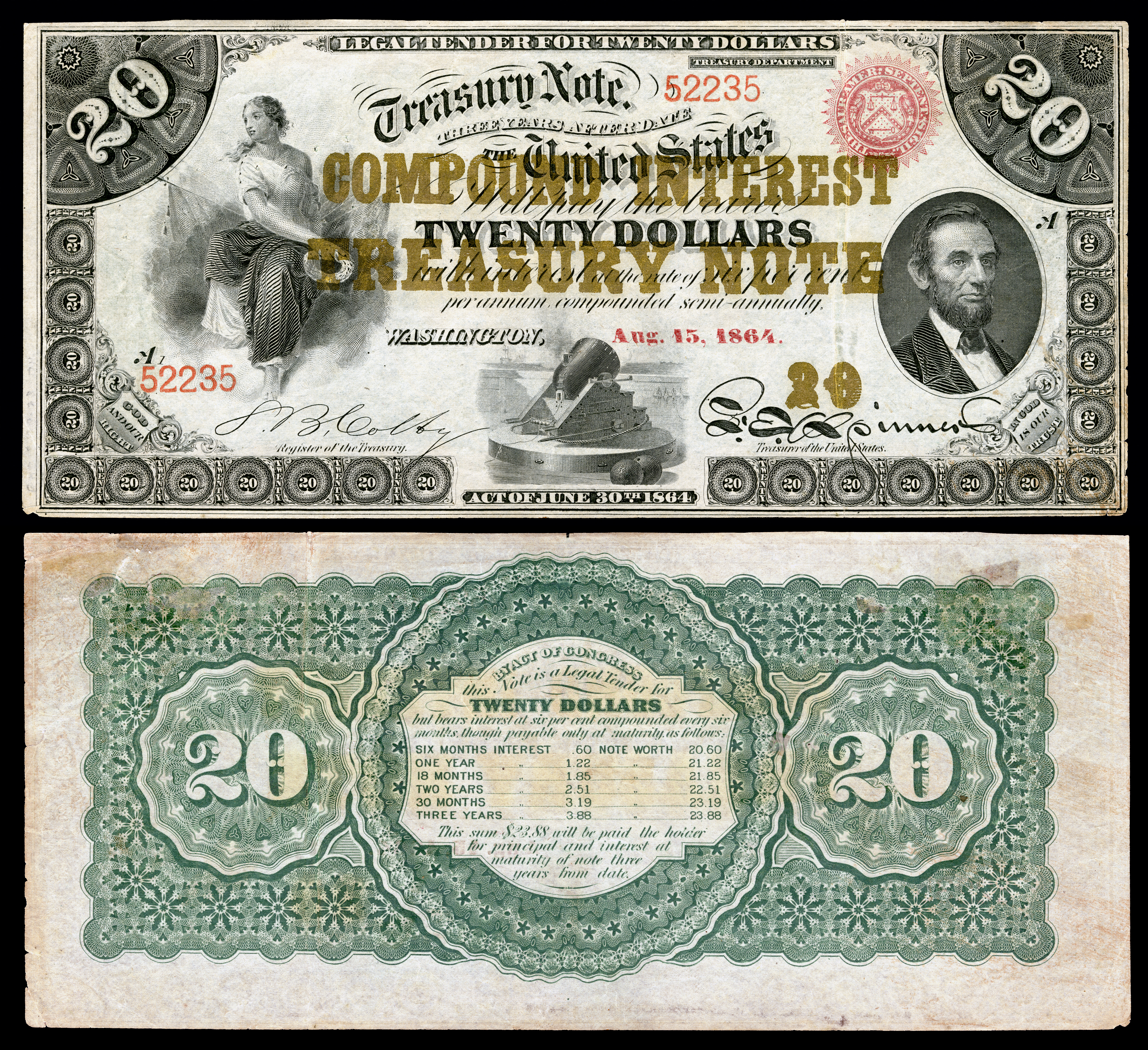
Двухгодичный казначейский билет со сложными процентами номиналом $20, выпущенный в 1864 году

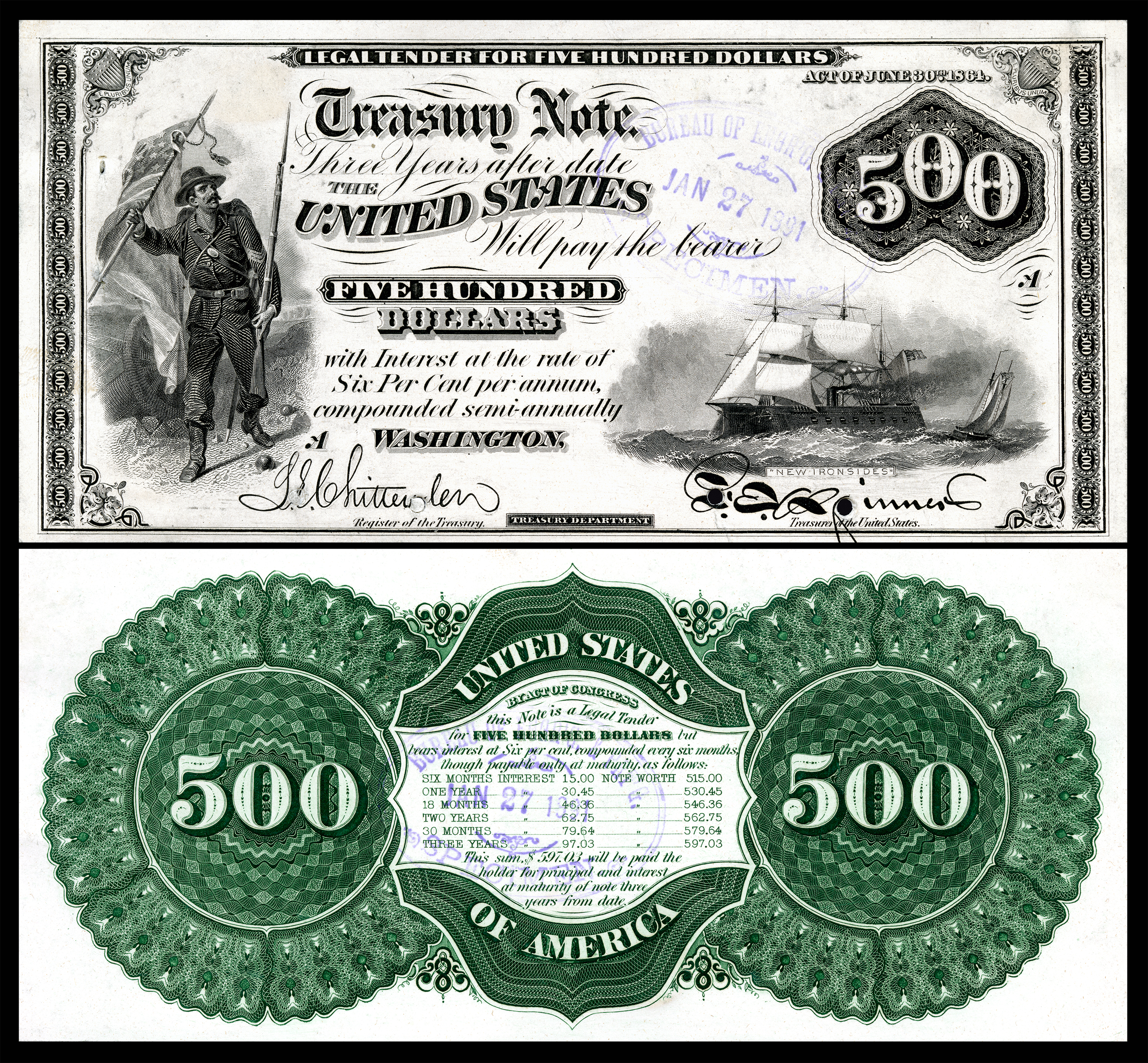
Пробный оттиск трёхгодичного казначейского билета со сложными процентами номиналом $500, выпущенного в 1865 году

Казначейский билет со сложными процентами (англ. Compound Interest Treasury Note) — особый тип ценных бумаг, выпущенных Казначейством США в 1863 и 1864 годах.
Будучи по сути долговым обязательством, эмитированным в разгар Гражданской войны для покрытия бюджетного дефицита, данный казначейский билет также являлся законным платёжным средством, де-факто, одним из видов бумажных денег, находившихся в свободном обращении. Был выпущен в нескольких номиналах — $10, $20, $50, $100, $500 и $1000. Они предполагали начисление процентного дохода в размере 6 % годовых, с перерасчётом раз в полгода. Установленный казначейством срок погашения — 3 года. По причине отсутствия эффективной инвестиционно-банковской деятельности из-за военных действий, эти ценные бумаги позволяли правительству распределять долговые обязательства кредиторам напрямую в виде законных платёжных средств, полагаясь на то, что заинтересованные стороны выведут их из свободного обращения, с целью получения процента по наступлении срока платежа. Таким образом, эмиссия казначейских билетов со сложными процентами не отражалась на денежной инфляции так, как это происходило с выпуском билетов Соединённых Штатов.
Для инвесторов того времени было привычным делом получать итоговый начисляемый процент по полугодовым платёжным купонам. Выпуск данного типа ценных бумаг был инновационным, поскольку итоговый процент выплачивался лишь в день погашения, однако, существовала возможность получить определённую сумму денег по сложным процентам, повышавшимся раз в полгода. На обороте каждого билета была оттиснута информация о том, сколько и когда держатель билета мог бы получить.